# Грищук, Иван Яковлевич
Иван Яковлевич Грищук (1902, неизвестно — август 1979, Днепропетровск) — советский горный инженер. Лауреат Государственной премии СССР (1967).

## Биография
Родился в 1902 году.
В 1928 году окончил Сибирский технологический институт (ныне Томский политехнический университет). Работал в Свердловске в институте «Уралгипроруда»: инженер, заместитель главного инженера, главный инженер (1939—1941), начальник горного отдела (1941—1947).
В 1947—1971 годах — директор института «Южгипроруда» МЧМ СССР.
И. Я. Грищук, Р. А. Фидель, Е. П. Писанец, А. Г. Попов, И. И. Шифрин, кандидат геолого-минералогических наук С. Ф. Борисов и другие предложили технические решения и методы проведения горных работ и осушения месторождения с применением плавучих землеснарядов, которые позволили в сложных геологических условиях значительно сократить сроки освоения и в дальнейшем эксплуатировать открытым способом Лебединское железорудное месторождение Курской магнитной аномалии.
Принимал участие в проектировании Северного, Южного и Новокриворожского горно-обогатительных комбинатов в городе Кривой Рог.
Умер в августе 1979 года в Днепропетровске.

## Награды
- Государственная премия СССР (1967) — за создание и освоение методов разработки Лебединского железорудного месторождения КМА в сложных горногеологических условиях;
- Орден Трудового Красного Знамени;
- Орден «Знак Почёта»;
- Медаль «За трудовую доблесть»;
- Почётная грамота Президиума Верховного Совета УССР.